# Coniceromyia ciliatipes
Coniceromyia ciliatipes är en tvåvingeart som beskrevs av Borgmeier 1969. Coniceromyia ciliatipes ingår i släktet Coniceromyia och familjen puckelflugor. Inga underarter finns listade i Catalogue of Life.